# The 1
"The 1" (cách điệu hóa: "the 1") là một bài hát thu âm bởi nữ ca sĩ – nhạc sĩ người Mỹ Taylor Swift cho album phòng thu thứ tám của cô, Folklore (2020), phát hành ngày 24 tháng 7 năm 2020 thông qua Republic Records. Bài hát đã được gửi đến các đài radio đương đại tại Đức vào ngày 9 tháng 10 năm 2020. Là bài hát mở đầu cho album, bài hát được viết bởi Swift và Aaron Dessner và được sản xuất bởi Dessner.
"The 1" là một bản nhạc được sản xuất theo phong cách tối giản, giai điệu soft rock cùng với các yếu tố nhạc điện tử, kết cấu của nhạc indie folk, và các nhạc cụ indie-pop. Được viết từ góc nhìn của một người bạn của Swift, bài hát diễn tả một cách tiếp cận mới lạc quan hơn tới cuộc sống và các mối quan hệ quá khứ, với một giọng điệu trầm buồn nhưng có phần hài hước, sử dụng nhiều câu đùa dạng one-liner. Sau khi phát hành, "The 1" nhận được sự hoan nghênh rộng rãi từ các nhà phê bình âm nhạc – những người ca ngợi cấu trúc tối giản cùng phần lời dí dỏm từ ca khúc.
Bài hát mở đầu tại vị trí quán quân trên bảng xếp hạng hàng ngày Spotify của Mỹ với 4.175 triệu lượt nghe, trở thành bài hát của một nghệ sĩ nữ có số lượt nghe ngày đầu cao nhất trong ngày tại quốc gia này trên nền tảng, và cao thứ hai xét trên toàn cầu với 7.420 triệu lượt, chỉ sau "Cardigan", đĩa đơn mở đường cho Folklore. Trên bảng xếp hạng Billboard Hot 100, "The 1" mở đầu tại vị trí thứ 4, đóng góp vào kỷ lục 28 bài hát đạt top 10 với 18 trong số đó mở đầu tại top 10 của Swift ở Mỹ; bài hát cùng với "Cardigan" mở đầu tại vị trí đầu bảng cùng "Exile" tại vị trí thứ 6 trong cùng một tuần, Swift trở thành nghệ sĩ đầu tiên có 2 bài hát cùng lúc mở đầu tại top 4 và 3 bài hát mở đầu tại top 6 của bảng xếp hạng. "The 1" sau đó trở thành bài hát không phải đĩa đơn có thứ hạng cao nhất và trụ hạng lâu nhất trên bảng xếp hạng với 7 tuần liên tiếp. Ở các nước khác, bài hát mở đầu tại top 5 ở Úc, Malaysia, Singapore, và top 10 ở Canada, Ireland, New Zealand và Vương quốc Anh.

## Bối cảnh và phát hành
Trong một bài phỏng vấn với tạp chí Vulture, Aaron Dessner chia sẻ rằng "The 1" là một trong hai ca khúc cuối cùng mà Swift viết cho Folklore,  cùng với "Hoax"; hai bài hát được Swift miêu tả là hai "đầu cầu" của dự án. Swift nghe qua các tệp âm thanh thô mà Dessner gửi và viết bài hát theo một trong những hợp âm đó trong một vài tiếng giữa ban đêm. Dessner đã thực hiện phần phối khí từ bản thu âm Swift gửi lại, ghi lại giọng hát của cô, và gửi cho Bryce Dessner lúc đó đang ở Pháp, người đã hoàn thành phần hòa âm phối khí cho ca khúc.
Vào ngày 23 tháng 7 năm 2020, Swift tiết lộ danh sách bài hát của Folklore, với "The 1" đứng đầu, và phát hành album vào ngày hôm sau, 24 tháng 7 năm 2020. "The 1" đã được gửi tới các đài radio hit đương đại tại Đức vào ngày 9 tháng 10 năm 2020.

## Kết cấu và lời bài hát
"The 1" là một bản nhạc soft rock, chậm rãi và nhịp nhàng, được Allegra Frank của Vox gọi là một "cuộc dạo thăm cuộc sống hàng ngày [của Swift] trong một không khí ảm đạm". Bài hát được dẫn dắt bởi tiếng dương cầm "nhỏ giọt", và được hỗ trợ bởi sự sắp xếp nhịp nhàng giữa âm thanh bộ gõ xử lý tối giản, một số yếu tố nhạc điện tử, kết cấu nhạc indie folk cùng phần hòa âm. Về lời bài hát, được viết từ góc nhìn của một người bạn của Swift, "The 1" là lời diễn tả của nhân vật trữ tình về tâm thế lạc quan, thoải mái, nhớ lại về mối quan hệ đã qua một cách tích cực, bộc bạch ước muốn rằng họ đã có thể là bạn đời, với một khiếu hài hước được bộc lộ một cách khéo léo, đối nghịch với nét buồn trong ca khúc. Bài hát được viết theo khóa Đô trưởng và có nhịp độ nhanh khoảng 140 nhịp trên phút. Quãng giọng của Swift trong bài hát trải từ nốt G3 đến nốt C5.

## Diễn biến thương mại
Ca khúc đạt được nhiều vị trí cao trên các bảng xếp hạng sau khi Folklore được phát hành. Trên bảng xếp hạng toàn cầu Spotify Top 200, "The 1" mở đầu tại vị trí thứ 2 với hơn 7.420 triệu lượt nghe, là số lượt nghe ngày đầu lớn thứ hai cho một bài hát của một nghệ sĩ nữ trong năm 2020, chỉ sau đĩa đơn mở đường "Cardigan" (7.742 triệu). Bảy tuần sau khi Folklore được phát hành, bảng xếp hạng Billboard Global 200 được ra mắt lần đầu tiên, với "The 1" xuất hiện ở vị trí thứ 114, bảng xếp hạng ngày 19 tháng 9 năm 2020.
Tại Hoa Kỳ, "The 1" mở đầu tại vị trí đầu bảng trên bảng xếp hạng hàng ngày của Spotify với 4.175 triệu lượt nghe, trở thành bài hát của một nghệ sĩ nữ có lượt nghe ngày đầu cao nhất mọi thời đại trên nền tảng ở quốc gia này.
Trên bảng xếp hạng Billboard Hot 100, "The 1" mở đầu tại vị trí thứ 4, giúp Swift có tổng cộng 28 top 10 hit với 18 trong số đó mở đầu trong top 10, cùng với "Cardigan" ở vị trí đầu bảng và "Exile" ở vị trí thứ 6 trong cùng tuần đó. Điều này giúp Swift trở thành nghệ sĩ đầu tiên trong lịch sử bảng xếp hạng có 2 bài hát cùng lúc mở đầu tại top 4 và 3 bài hát cùng lúc mở đầu tại top 6.
Tại Úc, "The 1" đạt vị trí thứ 4 trên ARIA Singles chart, cùng với 4 bài hát khác thuộc Folklore trong top 10, giúp album trở thành album có nhiều hit top 10 nhất năm 2020 tại đây. Trên bảng xếp hạng RIM Singles của Malaysia, "The 1" là một trong 5 bài hát từ Folklore đạt top 10, cùng với "Cardigan", "Exile", "The Last Great American Dynasty" và "My Tears Ricochet"; "The 1" mở đầu tại vị trí thứ 5.
Trên bảng xếp hạng Top 30 Singles của Singapore, "The 1" mở đầu tại vị trí thứ 5, với 4 bài hát khác từ Folklore đạt top 10. Trong khi đó, trên các bảng xếp hạng Canadian Hot 100, Irish Singles và New Zealand Top 40 Singles, bài hát đạt đến vị trí thứ 7. Tại Ireland, bài hát là một trong ba ca khúc từ Folklore đạt top 10, nâng số lượng hit top 10 của cô tại đây lên con số 15. Tại New Zealand, bài hát lọt top 10 cùng "Cardigan" và "Exile", nâng tổng số hit top 10 của cô tại đây lên 19. Mở đầu tại vị trí thứ 10 trên UK Singles Chart, "The 1" tăng số lượng ca khúc đạt top 10 của Swift tại Vương quốc Anh lên 16.

## Những người thực hiện
Danh sách những người thực hiện bài hát dựa trên Tidal.
- Taylor Swift – hát chính, người viết bài hát
- Aaron Dessner – người sản xuất, người viết bài hát, kỹ sư thu âm, acoustic guitar, trống, guitar điện, Mellotron, piano, synth bass, synthesizer
- Kyle Resnick – kỹ sư
- Jonathan Low – kỹ sư thu âm, phối lại
- Jason Treuting – bộ gõ
- Thomas Bartlett – synthesizer
- Yuki Numata Resnick – viola, violin
- Laura Sisk – kỹ sư giọng hát
- Randy Merrill – kỹ sư mastering

## Xếp hạng
| Bảng xếp hạng (2020)            | Vị trí cao nhất |
| ------------------------------- | --------------- |
| Úc (ARIA)                       | 4               |
| Canada (Canadian Hot 100)       | 7               |
| Estonia (Eesti Tipp-40)         | 36              |
| Global 200 (Billboard)          | 114             |
| Ireland (IRMA)                  | 7               |
| Malaysia (RIM)                  | 5               |
| Hà Lan (Single Top 100)         | 99              |
| New Zealand (Recorded Music NZ) | 7               |
| Bồ Đào Nha (AFP)                | 56              |
| Scotland (OCC)                  | 36              |
| Singapore (RIAS)                | 5               |
| Thụy Sĩ (Schweizer Hitparade)   | 92              |
| Anh Quốc (OCC)                  | 10              |
| Hoa Kỳ Billboard Hot 100        | 4               |
| US Rolling Stone Top 100        | 2               |

## Lịch sử phát hành
| Khu vực | Ngày             | Định dạng                           | Nhãn      | GC           |
| ------- | ---------------- | ----------------------------------- | --------- | ------------ |
| Đức     | 9 tháng 10, 2020 | radio hit đương đại tải kỹ thuật số | Universal | [ 2 ] [ 35 ] |